# Jagdfliegerführer Berlin
Jagdfliegerführer Berlin war ab dem 1. September 1941 die Bezeichnung einer Dienststellung bzw. einer Kommandobehörde auf Brigadeebene der deutschen Luftwaffe im Zweiten Weltkrieg. Ihre Hauptaufgabe war die Luftraumverteidigung gegen britische Luftangriffe zur Tagzeit.

## Geschichte
Die Kommandobehörde des Jagdfliegerführers Berlin wurde am 1. September 1941 in Döberitz aufgestellt. Sie führte die Tagjagdverbände die im Bereich um Berlin herum stationiert waren und nahm die Luftraumverteidigung zur Tagzeit in diesem Bereich wahr. Bei den zur Verfügung stehenden Verbänden handelte es sich nur um Einsatzstaffeln von Jagdfliegerschulen. Die Kommandobehörde war dem Jagdfliegerführer Mitte des Luftwaffenbefehlshabers Mitte unterstellt. Am 30. September 1943 erfolgte die Auflösung der Kommandobehörde.

## Jagdfliegerführer
| Dienstgrad | Name                                             | Datum                                  |
| ---------- | ------------------------------------------------ | -------------------------------------- |
| Oberst     | Hermann Frommherz                                | 1. Oktober 1941 bis 17. Oktober 1941   |
| Oberst     | Eitel-Friedrich Roediger Freiherr von Manteuffel | 17. Oktober 1941 bis 13. Januar 1942   |
| Oberst     | Hermann Frommherz                                | 13. Januar 1942 bis 31. März 1942      |
| Oberst     | Hermann Frommherz                                | 1. Oktober 1942 bis 30. September 1943 |

## Unterstellte Verbände
| 31. Dezember 1941 | |
| ----------------- | --- |
| 31. Dezember 1941 | Einsatzstaffel/Fluglehrerschule Brandenburg-Briest; 2 Einsatzstaffeln/Jagdfliegerschule 1; 2 Einsatzstaffeln/Jagdfliegerschule 2 |